# Ocean's Eleven (película de 2001)
Ocean's Eleven (conocida también como La gran estafa o Gran estafa: Ocean's Eleven en Hispanoamérica y Ocean's Eleven: Hagan juego en España) es una película estadounidense de acción y comedia estrenada en 2001, dirigida por Steven Soderbergh y protagonizada por George Clooney, Brad Pitt, Matt Damon, Andy García y Julia Roberts. Es una remake de la película homónima de 1960 dirigida por Lewis Milestone. El guion firmado por Ted Griffin está basado en el escrito por Harry Brown y Charles Lederer para la película de 1960 y estos, a su vez, se inspiraron en una historia original de George Clayton Johnson y Jack Golden Russell. 
La película fue todo un éxito de crítica y de taquilla (la quinta mayor recaudación de 2001) y generó dos secuelas que sucesivamente añaden un miembro más al grupo original: Ocean's Twelve (2004) y Ocean's Thirteen (2007), ambas dirigidas por Soderbergh. En 2018 fue estrenado un spin-off de la franquicia, titulado Ocean's 8.

## Argumento
Tras salir de la cárcel, Danny Ocean (George Clooney) viola su libertad condicional y viaja a Los Ángeles para reunirse con su amigo y socio criminal Rusty Ryan (Brad Pitt) y proponerle un nuevo trabajo. Los dos van a Las Vegas para proponer el plan a su acaudalado amigo Reuben Tishkoff (Elliott Gould), antiguo dueño de un casino. El plan consiste en robar simultáneamente los casinos Bellagio, Mirage y MGM Grand. La familiaridad de Reuben con la seguridad en los casinos le hace muy reacio a participar, pero cuando empieza a pensar que es una buena manera de vengarse de su rival, Terry Benedict (Andy García), dueño de los tres casinos, Reuben acepta financiar la operación. Debido a que los casinos están obligados por la Comisión de Juego de Nevada a tener suficiente dinero en efectivo para cubrir las apuestas de todos sus clientes, los tres deducen que en una próxima noche en la que va a tener lugar un importante combate de boxeo, la cámara acorazada del Bellagio, que alberga el dinero de los tres casinos, contendrá más de 150 millones de dólares.
Ocean y Ryan reclutan a ocho excolegas y especialistas en diversas ramas del crimen: Linus Caldwell (Matt Damon), un joven y hábil carterista; Frank Catton (Bernie Mac), un estafador que trabaja como croupier; los hermanos Virgil y Turk Malloy (Casey Affleck y Scott Caan), dos talentosos mecánicos; Livingston Dell (Eddie Jemison), un experto en electrónica y vigilancia; Basher Tarr (Don Cheadle), un experto en explosivos; Saul Bloom (Carl Reiner), un veterano estafador; y "El increíble" Yen (Shaobo Qin), un experto acróbata. Varios de los miembros del equipo llevan a cabo el reconocimiento en el Bellagio para aprender todo lo posible acerca de la seguridad, las rutinas y comportamientos del personal del casino y el edificio en sí. Otros crean una réplica exacta de la cámara acorazada con la que practican maniobras a través de sus complejos sistemas de seguridad. Durante esta fase de planificación, el equipo descubre que la exmujer de Danny, Tess (Julia Roberts), es la novia de Benedict. Rusty insta a Danny a abandonar el plan, creyendo que será incapaz de actuar con juicio si Tess está involucrada, pero Danny se niega.
Cuando el plan es puesto en marcha, Danny va al Bellagio con toda la intención de ser visto por Benedict, quien previsiblemente hace que le encierren en una habitación para que un gorila le dé una paliza. Sin embargo, este es amigo de Danny y le ayuda a escapar por el conducto de ventilación para reunirse con su equipo en la cámara. Linus se hace pasar por un agente de la Comisión de Juego, e informa a Benedict de que uno de sus empleados, Ramón Escalante, es en realidad Frank Catton, un ex-presidiario. Linus y Frank simulan un enfrentamiento en presencia de Benedict para que el primero pueda robar los códigos de acceso a la cámara, escritos en un papel en el bolsillo de Benedict. Yen es introducido en la cámara por los hermanos Malloy para colocar los explosivos desde dentro. Saul introduce los explosivos en el casino haciéndose pasar por un comerciante de armas internacional que necesita seguridad especial para sus objetos de valor, y después finge sufrir un infarto y es tratado por Rusty, que se hace pasar por médico.
El equipo usa un artefacto robado capaz de provocar impulsos electromagnéticos para desactivar la electricidad del casino y llegar a la cámara sin ser detectados. Mientras Benedict trata de restablecer el orden tras el apagón, Rusty le llama de forma anónima a un teléfono móvil que Danny había dejado en el abrigo de Tess, y le informa de que la cámara está siendo saqueada, y que el dinero será destruido si no coopera en cargar la mitad del dinero en una furgoneta aparcada en la entrada. Benedict ve las grabaciones de las cámaras de seguridad, que confirman lo que dice Rusty y colabora en el transporte del dinero, pero ordena a sus hombres que sigan a la furgoneta cuando parta y llama a un equipo de SWAT para que protejan la cámara y la otra mitad del dinero. La llegada de los SWAT acaba en un tiroteo y una explosión que destruye la otra mitad del dinero que quedaba en la cámara. Tras asegurar a Benedict que el casino está seguro, este les ordena marcharse.
Los hombres de Benedict que siguen a la furgoneta descubren que está siendo conducida a control remoto, y que en lugar de dinero, las bolsas de su interior están llenas de folletos publicitarios de prostitución. Benedict se da cuenta de que el vídeo del robo que ha estado viendo era un montaje, ya que el suelo de la cámara no tenía el logotipo del Bellagio, que había sido instalado recientemente. En un flashback se ve cómo Danny y su equipo han usado la réplica de la cámara para crear el vídeo falso que Benedict ha visto y se han hecho pasar por miembros del SWAT, sacando el dinero del casino sin levantar sospechas al responder a la llamada. Benedict va a la habitación donde había dejado a Danny y le encuentra allí recibiendo una paliza, sin forma de relacionarle con el robo. Mientras Tess ve las grabaciones de seguridad, Danny consigue que Benedict confiese que la abandonaría si con ello pudiese recuperar el dinero. Danny dice que en 72 horas puede saber quién se ha llevado el dinero, pero Benedict ordena a sus hombres que lo entreguen a la policía por violar su condicional estando en Las Vegas. Tras pasar de tres a seis meses en prisión, Rusty y Tess van a esperarle a la salida y los tres parten en coche, seguidos de cerca por los hombres de Benedict.

## Reparto

### Los once de Ocean
- George Clooney - Daniel "Danny" Ocean
- Brad Pitt - Rusty Ryan
- Matt Damon - Linus Caldwell
- Don Cheadle - Basher Tarr
- Scott Caan - Turk Malloy
- Casey Affleck - Virgil Malloy
- Elliott Gould - Reuben Tiskhoff
- Bernie Mac - Frank Catton/Ramón Escalante
- Eddie Jemison - Livingston Dell
- Carl Reiner - Saul Bloom
- Shaobo Qin - "El increíble" Yen

### Otros
- Andy García - Terry Benedict
- Julia Roberts - Tess Ocean
- Michael Delano - Walsh
- Scott L. Schwartz - Bruiser

### Cameos
- Cinco actores de televisión aparecen interpretándose a sí mismos en una escena en la que Rusty les enseña a jugar al póker:
  - Topher Grace
  - Holly Marie Combs
  - Joshua Jackson
  - Barry Watson
  - Shane West
- Steven Soderbergh - uno de los ladrones del banco junto a Basher
- Siegfried and Roy - ellos mismos
- Wayne Newton - él mismo
- Henry Silva y Angie Dickinson - ellos mismos (ambos aparecieron en la película original)
- Wladimir Klitschko - él mismo
- Lennox Lewis - él mismo
- Jerry Weintraub - jugador del casino

## Premios

### Galardones obtenidos
- En Alemania la película ganó el Bogey de Oro.
- Andy García ganó el ALMA (premios latinos) como mejor actor secundario en cine.
- David Holmes ganó el premio a la mejor música para cine en los BMI Film and TV Awards.[6]

### Nominaciones
- En Francia, la película estuvo nominada en los César como mejor película extranjera.
- En Inglaterra, Steven Soderbergh estuvo nominado como Mejor director en los Empire.
- La película estuvo nominada al premio que concede la Asociación de críticos en la categoría de mejor reparto. En idéntica categoría, la película estuvo nominada por la Sociedad de críticos cinematográficos de Fénix. Del mismo modo, Debra Zane estuvo nominada al premio que concede la Sociedad de Casting de América, en la sección de mejor casting para película de comedia.
- La banda sonora de David Holmes fue nominada por la Sociedad de críticos cinematográficos de Fénix.
- El diseño de producción fue nominado por el Gremio de Directores de Arte al premio en la Excelencia en el diseño de producción: Fueron nominados tanto Philip Messina (diseñador de producción), como Keith P. Cunningham (director artístico) y sus asistentes Robert Woodruff y Blair Huizingh.
- El vestuario de Cristian Villaruel Jeffrey Kurland fue nominado al premio a la Excelencia que concede el Gremio de diseñadores de vestuario.
- Larry Blake y Aaron Glascock estuvieron nominados en los Golden Reel que conceden la sociedad de Editores de Sonido de Estados Unidos.
- MTV Movie Awards (2002) Nominada, Brad Pitt, Don Cheadle, Bernie Mac, Matt Damon, Andy García, Topher Grace, Elliott Gould, George Clooney, Casey Affleck, Scott Caan, Carl Reiner.[6]